# Tabriz Petrochemical Cycling Team/Saison 2010
Dieser Artikel listet Erfolge und Mannschaft des Radsportteams Tabriz Petrochemical in der Saison 2010 auf.

## Erfolge in den Continental Circuits
| Datum        | Rennen                                       | Kat. | Fahrer                |
| ------------ | -------------------------------------------- | ---- | --------------------- |
| 3. Mai       | 1. Etappe Azerbaïjan Tour                    | 2.2  | Ghader Mizbani        |
| 5. Mai       | 3. Etappe Azerbaïjan Tour                    | 2.2  | Andrei Misurow        |
| 7. Mai       | 5. Etappe Azerbaïjan Tour                    | 2.2  | Ghader Mizbani        |
| 8. Mai       | 6. Etappe Azerbaïjan Tour                    | 2.2  | Ghader Mizbani        |
| 3.–8. Mai    | Gesamtwertung Azerbaïjan Tour                | 2.2  | Ghader Mizbani        |
| 12. Mai      | 2. Etappe International Presidency Tour      | 2.2  | Tobias Erler          |
| 13. Mai      | 3. Etappe International Presidency Tour      | 2.2  | Tobias Erler          |
| 14. Mai      | 4. Etappe International Presidency Tour      | 2.2  | Hossein Askari        |
| 11.–15. Mai  | Gesamtwertung International Presidency Tour  | 2.2  | Hossein Askari        |
| 1. Juni      | 1. Etappe Tour de Singkarak                  | 2.2  | Mannschaftszeitfahren |
| 3. Juni      | 3. Etappe Tour de Singkarak                  | 2.2  | Ghader Mizbani        |
| 6. Juni      | 6. Etappe Tour de Singkarak                  | 2.2  | Mahdi Sohrabi         |
| 1.–6. Juni   | Gesamtwertung Tour de Singkarak              | 2.2  | Ghader Mizbani        |
| 18. Juni     | 1. Etappe Tour of East Java                  | 2.2  | Hossein Alīzādeh      |
| 18.–20. Juni | Gesamtwertung Tour of East Java              | 2.2  | Hossein Alīzādeh      |
| 23. Juni     | Kasachische Meisterschaft – Einzelzeitfahren | NC   | Andrei Misurow        |
| 25. Juni     | Iranische Meisterschaft – Einzelzeitfahren   | NC   | Hossein Askari        |
| 27. Juni     | Iranische Meisterschaft – Straßenrennen      | NC   | Mahdi Sohrabi         |
| 9. Juli      | 3. Etappe Milad-e-Do-Nur-Tour                | 2.2  | Ebrahim Javani        |
| 19. Juli     | 3. Etappe Tour of Qinghai Lake               | 2.HC | Ghader Mizbani        |
| 22. Juli     | 6. Etappe Tour of Qinghai Lake               | 2.HC | Mahdi Sohrabi         |
| 25. Juli     | 9. Etappe Tour of Qinghai Lake               | 2.HC | Mahdi Sohrabi         |
| 16.–25. Juli | Gesamtwertung Tour of Qinghai Lake           | 2.HC | Hossein Askari        |

## Zugänge – Abgänge
| Zugänge                | Team 2009            | Abgänge                  | Team 2010 |
| ---------------------- | -------------------- | ------------------------ | --------- |
| Hossein Alīzādeh       | Azad University Iran | Ali Asghari              | Unbekannt |
| Tobias Erler           | Team Baier Landshut  | Reza Bagheri             | Unbekannt |
| Farshad Fahrsinejadian | MES Kerman (2007)    | Medhi Fahridi            | Unbekannt |
| Mohammad Gharehgabhi   | Neoprofi             | Paseban Hamed            | Unbekannt |
| Ebrahim Javani         | Neoprofi             | Mohsen Piri              | Unbekannt |
|                        |                      | Ali Talebian             | Unbekannt |
|                        |                      | Ahad Kazemi (bis 31.07.) | Unbekannt |

## Mannschaft
| Name                      | Geburtstag       | Nationalität |
| ------------------------- | ---------------- | ------------ |
| Hossein Alīzādeh          | 24. Januar 1988  | Iran         |
| Hossein Askari            | 23. März 1975    | Iran         |
| Tobias Erler              | 17. Mai 1979     | Deutschland  |
| Farshad Fahrsinejadian    | 18. Oktober 1988 | Iran         |
| Mohammad Gharehgabhi      | 29. Juli 1988    | Iran         |
| Abolfazl Gilanipoor       | 20. Oktober 1989 | Iran         |
| Hossein Jahabanian        | 2. April 1976    | Iran         |
| Ebrahim Javani            | 15. April 1984   | Iran         |
| Behnam Khalilikhosroshahi | 7. Februar 1989  | Iran         |
| Ramin Maleki              | 18. März 1987    | Iran         |
| Ghader Mizbani            | 6. Dezember 1975 | Iran         |
| Andrei Misurow            | 16. März 1973    | Kasachstan   |
| Arvin Moazzemi            | 26. März 1990    | Iran         |
| Mirsamad Pourseyedi       | 15. Oktober 1985 | Iran         |
| Mehdi Sohrabi             | 12. Oktober 1981 | Iran         |